# Relicina dentata
Relicina dentata är en lavart som beskrevs av Elix. Relicina dentata ingår i släktet Relicina och familjen Parmeliaceae.   Inga underarter finns listade i Catalogue of Life.